# 尾張横須賀まつり
尾張横須賀まつり（おわりよこすかまつり）は、愛知県東海市横須賀町に鎮座する愛宕神社の例祭である。

## 概要
からくり人形を乗せた山車の巡行と、神社への献灯などが毎年9月の第4日曜日とその前日に行われる。
祭礼に関する行事は、9月初旬から9月第4日曜の翌日までの約1か月間（祭期間という。）にわたっており、このうち山車が巡行する9月第4日曜を「本楽（ほんがく）」、本楽の前日を「試楽（しんがく）」または「町内曳き」と称している。 
試楽では、山車を保有する町内会（＝組（後述））の地域内を主に巡行し、その年の町内会役員宅の門前にてからくり人形を操演する。また、年少者の「お囃子コンクール」が催される。なお、試楽では夜祭を行わない。 
本楽では、早朝に山車が神社前に曳き揃えられる。神社における神事の後、曳き揃えられた山車は巡行に先立ち、神社にからくり人形の奉納操演を行う。すべての山車は、同じ経路を巡行し、最大の見どころである「大どんてん」を経て再び神社前に戻り、夜祭の準備に取り掛かる。
夜祭では神社と山車に飾り付けた提灯に火が点される（献灯）。その後、山車は、提灯を飾り付けたまま神社前から出発。夜祭の見どころである「宵どんてん」後、曳き別れとなりそれぞれの町内会地域へと帰っていく。
祭礼自体は少なくとも享保年間、山車の巡行は少なくとも寛政年間から続いており、200年以上の伝統となっている。

## 起源
神社が勧請された時期は、天正から文禄ごろ又は慶安とされており、社殿の草創は元和7年と伝わっているが、祭礼の起源は定かではない。
祭礼の起源について、伝承では「横須賀御殿へ訪れた徳川光友公（尾張徳川家2代当主）の旅情を慰めるため」とされている。しかし、寛文8年から元禄元年までの徳川光友公が横須賀御殿へ御成した期間に、当時の祭礼日（旧暦8月24日）がほぼ存在しないことから、誤った伝承と考えられる。
なお、横須賀御殿とは、当地に造立された尾張徳川家の別荘のことである。
江戸時代の記録によると、享保6年に祭礼並びに山車及びからくり人形が存在する記載があるほか、宝暦5年には祭礼が存在する記載、明和6年には祭礼にて「笠鉾」を奉納している記載、安永8年には祭礼にて「神楽」や「輿」が巡行し、安永年間には祭礼が存在する記載、文政13年には祭礼がある記載があるため、これらの時期に祭礼は成立し山車の巡行が行われていたと推測される。

## 町内会（氏子）など
愛知県東海市横須賀町及び愛知県東海市元浜町が氏子地域であり、本町・北町・公通・大門・植松・愛知横須賀・大同元浜荘・愛知横須賀寮・白扇寮・大同元浜寮の町内会又は自治会があり、それぞれ「組」と称している。
かつては八公・圓通・新町・丸太元浜の組が存在したが、八公・圓通は1891年（明治24年）に合併し公通になり、新町は1924年（大正13年）に北町に編入、丸太元浜は2003年（平成15年）に町内会が無くなったことにより廃止されている。
なお、本町・北町・公通・大門が山車を保有し（便宜的に「車持町内」という。）祭礼にて山車の巡行を行っており、植松・愛知横須賀・大同元浜荘は祭礼にて車持町内とともに愛宕神社に献灯している（便宜的に「献灯町内」という。）。
車持町内を中心に「横須賀祭り保存会（以下「保存会」）」が組織されており、各種行政機関への届出や祭礼当日の交通整理の手配、広報等の活動を行なっている。

## 祭礼（本楽）日
祭期間は、前述のとおり、9月初旬から9月第4日曜日の翌日までであるが、神社としての祭礼日は９月第4日曜日のみである。
古くは愛宕権現の縁日である旧暦8月24日であった。
その後、神仏分離及び明治の改暦により、京都愛宕神社の例祭日である新暦9月28日となり、昭和30年代頃から現在の9月第4日曜となっている。

## 日程
祭期間の日程と祭行事の概要は次の通り。
| 日程                                                   | 祭行事の名称                  | 実施主体          | 概要 |
| ------------------------------------------------------ | ----------------------------- | ----------------- | --- |
| 9月第1日曜の前日から9月第4日曜直前の木曜（日曜を除く） | 町内囃子                      | 車持町内          | 山車の巡行の際に奏でられる囃子の稽古を行う。 なお、初日を「稽古始め」最終日を「稽古納め」という。 大門組のみ初日は9月第1日曜。                                            |
| 9月第1日曜                                             | 足入れ                        | 大門組            | 山車の巡行の際に奏でられる囃子の稽古を行う。 なお、初日を「稽古始め」最終日を「稽古納め」という。 大門組のみ初日は9月第1日曜。                                            |
| 9月第2日曜                                             | 町内検分                      | 保存会            | 山車が支障なく巡行できるよう巡行路の確認を行う。 |
| 9月第3日曜の前日                                       | 楫決め                        | 車持町内          | 車持町内ごとに山車の巡行を担う楫取を選出する。 |
| 9月第3日曜                                             | 町内装飾                      | 氏子町内 ・保存会 | 山車の巡行路を提灯や幟で装飾する。 主に提灯を取り付けるため、「提灯付け」とも呼ばれる。                                                                                   |
| 9月第3日曜                                             | 竹目付                        | 氏子町内          | 試楽・本楽で祭礼小屋等の目印に使用される竹（斎竹（いみだけ））の選定を行う。                                                                                              |
| 9月第3日曜                                             | 楫棒締め                      | 大門組 公通組     | 山車に楫棒を取り付ける。 |
| 9月第4日曜直前の金曜                                   | 大幟立て                      | 保存会            | 神社に大幟を立てる。 |
| 9月第4日曜直前の金曜                                   | 楫棒締め                      | 本町組 北町組     | 山車に楫棒を取り付ける。 |
| 9月第4日曜直前の金曜                                   | 山車懸装 ・曳き初め           | 車持町内          | 山車に懸装品を取り付け、巡行可能な状態にする。 山車懸装後、巡行の試験を行う。                                                                                             |
| 9月第4日曜の前日 （試楽）                              | 竹取り ・斎竹立て             | 氏子町内          | 竹目付にて選定した竹を切り出し、氏子町内の祭礼小屋等に立てる。 |
| 9月第4日曜の前日 （試楽）                              | 献幟                          | 車持町内          | 神社境内の参道に幟を立てる。 |
| 9月第4日曜の前日 （試楽）                              | 安全祈願祭                    | 神社 ・車持町内   | 山車の巡行に先立ち、神社の宮司が車持町内を巡回し祈祷を行う。 |
| 9月第4日曜の前日 （試楽）                              | 汐取り・禊 ・京都愛宕神社遥拝 | 北町組            | 神社北西にて、伊勢湾から汲んだ海水で禊を行った上で京都愛宕神社を遥拝する。 かつては、横須賀川（神社の北側の川。現在は暗渠となっている。）において禊と遥拝を行なっていた。 |
| 9月第4日曜の前日 （試楽）                              | 山車巡行（試楽）              | 車持町内          | 山車がそれぞれの車持町内の地域などを巡行する。 |
| 9月第4日曜の前日 （試楽）                              | お囃子コンクール              | 保存会            | 氏子町内の年少者（中学生以下）の囃子演奏の優秀者の選考会。 |
| 9月第4日曜 （本楽）                                    | 曳き揃え                      | 車持町内          | 神社前に籤取り（後述）にて決まった順番で山車が整列する。 |
| 9月第4日曜 （本楽）                                    | 神事                          | 神社              | 神社本殿、拝殿にて祈祷が行われる。 |
| 9月第4日曜 （本楽）                                    | 山車巡行（本楽）              | 車持町内          | 籤取り順に神社にからくり奉納操演を行い、氏子町内の地域を山車が巡行する。 巡行の最後に「大どんてん」を行う。                                                               |
| 9月第4日曜 （本楽）                                    | 献灯                          | 氏子町内          | 献灯町内は、神社に提灯を献灯する。 車持町内は、加えて山車に提灯を取付ける（車献灯）。                                                                                     |
| 9月第4日曜 （本楽）                                    | 山車巡行（夜祭）              | 車持町内          | 提灯で飾り付けられた山車が、神社から各車持町内へ巡行する。 巡行の終盤に「宵どんてん」を行う。                                                                             |
| 9月第4日曜の翌日                                       | やまおろし                    | 氏子町内 ・保存会 | 大幟の収納や、斎竹・町内装飾の撤収、蔵へ懸装品等を取り外した山車の収納を行う。                                                                                            |

また、祭り期間以外に次の日程がある。
| 日程       | 祭行事の名称 | 実施主体 | 概要                                               |
| ---------- | ------------ | -------- | -------------------------------------------------- |
| 7月第3日曜 | 土用干し     | 車持町内 | 山車の懸装品等の無事の確認及び虫干しを行う。       |
| 7月第3日曜 | 籤取り       | 保存会   | 車持町内の代表者が籤にて山車の巡行の順番を決める。 |

このほか、祭行事以外に次の日程がある。
| 日程      | 名称                  | 実施主体          | 概要                                                           |
| --------- | --------------------- | ----------------- | -------------------------------------------------------------- |
| 11第1日曜 | 東海秋まつり 山車出展 | 保存会 ・車持町内 | 東海秋まつり会場に山車を曳き揃え、からくり人形の披露等を行う。 |

## 山車の形式等
山車の形式は、当地区に江戸時代の寛文6年に尾張徳川家の横須賀御殿が造営されたこと、および天明3年にその横須賀御殿の跡地へ知多半島の西浦（西海岸）を管轄する横須賀代官所が設けられたこと、横須賀港の整備により廻船が寄港したことにより、名古屋の城下町（現在の名古屋市中区地域）の文化の接受が容易であったことから名古屋型となっている。ただし、典型的なそれではなく独自の特徴がある。
なお、山車は1965年（昭和44年）9月27日に東海市の有形民俗文化財に指定された。

### 本町
上山のからくり人形
- 司馬温公の甕割り
- 人形2体。小唐子が太鼓を打つために甕に登るが、誤って落ちてしまう。それに気付いた大唐子が甕を割って小唐子を助けるという内容。
- 当時の中国では、甕は高級品であったが、人命はそれに優ることを示唆する故事が題材。

前棚のからくり人形
- 采振り
- 人形1体。烏帽子の侍が采を振るもの。

### 北町
上山のからくり人形
- 唐子遊び
- 人形2体。大唐子が、小唐子の乗る蓮台を回すと歯車が動き、小唐子が楓の木に飛び移った上で倒立して太鼓を打つもの。
- 唐子の遊ぶ姿が子孫繁栄の象徴であることが題材。

前棚のからくり人形
- 采振り
- 人形1体。陣羽織姿の唐子が采を振るもの。

### 公通（八公）
上山のからくり人形
- 唐子遊び
- 人形2体。大唐子が太鼓を打っていたところ、小唐子が大唐子の肩の上で倒立してその太鼓を打つもの。
- 唐子の遊ぶ姿が子孫繁栄の象徴であることが題材。

前棚のからくり人形
- 采振り
- 人形1体。陣羽織姿の侍が采を振るもの。
- 1981年（昭和56年）までは制服姿の青年が采を振るものであった。

### 公通（圓通）
上山のからくり人形
- 弓射り童子
- 人形3体。小童子から矢を受け取った童子が、射って的中すると、的が開き、チャッパを鳴らす人形が出てくるもの。
- 2000年（平成12年）に修復。

前棚のからくり人形
- 采振り
- 人形1体。陣羽織姿の童子が采を振るもの。
- 1985年（昭和60年）新調。

※ 公通として旧八公・旧圓通の山車を隔年で巡行するようになってから、修復又は新調するまで、上山・前棚の人形は、八公のものを使用していた。

### 大門
上山のからくり人形
- 三番叟
- 人形1体。三番叟が舞の途中で社殿に変身するもの。

前棚のからくり人形
- なし
- 人形なし。瓶子を載せた三方が据えられている。

## 山車の巡行
本町組・北町組・公通組・大門組からそれぞれ1輌ずつ、合計4輌の山車が巡行する。

### 経路

#### 試楽（町内曳き）
山車は、それぞれの車持町内の地域をくまなく曳かれるうえ、年によって変わる町内会長や行司宅等にて祝い込みを行うため、巡行経路が毎年異なる。
なお、すべての山車が元浜地区の献灯町内（愛知横須賀組、大同元浜荘組、丸屋玉の湯）へ祝い込むほか、お囃子コンクールが東海市立横須賀公民館にて行われるため、昼過ぎから午後4時頃までは市道元浜線を中心に山車は巡行する。
午後4時頃から午後5時頃迄にかけ、本楽の見どころのひとつである通称「どんてん場」又は「同盟」と呼ばれる交差点にて、大門組、本町組、北町組、公通組の順に大どんてんの場慣らしを行う。
また、大門組が元宮まで巡行し、からくり人形を奉納する。
午後6時から7時頃、山車はそれぞれの蔵へ収納される。
試楽の夜は、山車の巡行はなく、それぞれの車持町内にて、前夜祭を行う。

#### 本楽（朝及び昼）
各山車は、神社前に午前6時に到着できるよう、蔵を出発する。
なお、本町組は、蔵と若衆小屋が現在地へ移転するまで、一旦、午前4時頃に蔵から中町通を南下、若衆小屋まで山車を巡行した上で、再度神社前まで巡行していた。
神社前に到着した山車は、神社に向け一列に籤で決められた順に据えられる。
神社における神事を終えた正午から、山車は30分間隔にて、籤で決められた順に出発する。
神社前では、いったん転回し、神社を背景にした記念写真を撮影後、また転回して、山車の正面を神社へ向けて、からくり人形の奉納操演を行う。
その後、東へ進み、本町通に出たところで北へ向きを変え、高横須賀町との町境（旧横須賀橋）まで向かう。
高横須賀町との町境にて転回し、本町通を南へ進む。
本町通の横須賀町交差点（旧札の辻）にて、東へ向きを変え、養父町及び高横須賀町との町境（旧横須賀交番前）へ進む。
養父、高横須賀町との町境にて転回し、横須賀町交差点まで西へ進む。
横須賀町交差点にて南へ向きを変え、本町通を養父町との町境（旧植松郵便局前）まで進む。
養父町との町境にて転回し、北へ進む。
旧愛知銀行東海支店があった交差点（通称「中銀（ちゅうぎん）」）にて、西へ向きを変え、村中町通を進み、突き当たりの丁字路（通称「ミカド」）を左折、中町通を南へ進む。
突き当たりの丁字路（通称「玉林寺」）を右折し、寺西町通を
西へ大門組山車蔵前まで進む。
大門組山車蔵前にて、北へ向きを変え、西町通を進み、突き当たりの丁字路にて右折、濱名町通を東へ進む。
中町通との交差点（通称「どんてん場」又は「同盟」）にて、山車を北向き（神社方向）に向け、からくり人形を操演、大どんてんを行う。その後、神社前まで中町通を北へ進む。
神社前では、鳥居前の交差点を中心として、山車は西向き・東向きにそれぞれ1両、北向きに2両据えられる。

#### 本楽（夜）
午後8時から15分間隔で、神社前から東へ進み、本町通に出たところで南へ向かう。
通称「中銀」にて、宵どんてんを行った後、村中町通を西へ進む。突き当たりの丁字路（通称「ミカド」）からは、それぞれの蔵へ向かい、午後11時頃から午前0時頃、山車はそれぞれの蔵へ収納される。

### 曳行の特徴
他の名古屋型の山車が巡行する祭礼の多くでは、10名から14名の楫取すべてが前楫を担当し、後輪を梃子棒で操作する「腰回り」と共に山車の方向調整を行っているが、当地区では、4名の楫取が前楫、4名の楫取が後楫を担当して山車の方向調整を行い、梃子棒を使用しない。
また、多くの祭礼で楫取は適宜交代が行われているが、当地区では8名の楫取のみで試楽・本楽の山車の巡行を担当する。

## みどころ
山車の交差点における方向転換（「どんてん」という。）で、前楫4名のみで山車の前方を担ぎ上げるところがみどころである。
なお、どんてんはお囃子に合わせて行われるため、「動」と「静」が感じられる。
また、巡行における微妙な方向調整はすべて後楫4名で行っており、統率のとれた楫さばきもみどころである。
特に本楽の山車の巡行の最後に行われる「大どんてん」は、からくり人形・お囃子の奉納の後、狭い交差点で山車を2回転させるものであり、最大のみどころである。
このほか、夜祭における「車献灯」は闇に浮かぶ提灯が幻想的であり、夜祭の山車の巡行の終盤におこなれる「宵どんてん」は楫取を未経験の組員の「にわか楫取」や昔取った杵柄の古参の組員などがどんてんを行うため、どんてん技術の違いを見て取ることができることがみどころである。